# Jean Ducret
Jean Ducret (* 27. November 1887 in Suresnes, Département Hauts-de-Seine; † 19. November 1975 in Vaucresson) war ein französischer Fußballspieler.

## Die Vereinskarriere
Jean Ducret spielte auf einer Position, die nach heutigen Maßstäben am ehesten einem offensiven Mittelfeldspieler entsprechen würde; solche Bezeichnungen treffen allerdings für die fußballerischen „Kinderjahre“ vor dem Ersten Weltkrieg nur höchst eingeschränkt zu, weil ein Spielsystem mit festen Aufgabenzuweisungen an die Feldspieler erst in Ansätzen existierte. Ducret pflegte – ungewöhnlich für die damalige Zeit – regelmäßig Ausdauer und Technik zu trainieren, wodurch er in die Lage versetzt wurde, den häufig weit länger als 90 Minuten dauernden Kampfpartien bis zum Schlusspfiff seinen Stempel aufzudrücken.
Der Spieler stand von mindestens 1910 bis 1913 in den Reihen des Vereins Étoile des Deux Lacs aus Paris, der der katholischen Sportbewegung Fédération Gymnastique et Sportive des Patronages Français (FGSPF) angehörte. Étoile gewann unter anderem von 1911 bis 1913 die Landesmeisterschaft der FGSPF und 1912 auch die zwischen den Siegern der konkurrierenden Fußballverbände ausgetragene Trophée de France. Wann genau Ducret zu Étoile gekommen war und wo er vorher gespielt hatte, ist angesichts der Quellenlage nicht festzustellen; bei Étoiles Gewinn der Trophée de France 1907 stand er jedenfalls nicht in dessen Endspielelf.
1913 wechselte Jean Ducret nach Nordfrankreich zu Olympique Lillois, einem Verein des ältesten und vor dem Krieg stärksten Verbandes Union des sociétés françaises de sports athlétiques (USFSA). Dieser Klub gewann 1914 die USFSA-Meisterschaft und anschließend auch die Trophée de France; somit war Ducret zum zweiten Mal französischer Meister geworden, auch wenn in Frankreich erst die Titel ab 1932/33 als offizielle zählen.

## Der Nationalspieler
Jean Ducret hat zwischen April 1910 und März 1914 20 Länderspiele für die Équipe tricolore bestritten; er schoss dabei drei Tore (1910 gegen Italien, 1913 und 1914 jeweils gegen Luxemburg) und war in zwölf Begegnungen auch Mannschaftsführer. Die ersten 16 dieser Spiele fielen in seine Zeit bei Étoile des Deux Lacs, vier, während er für Lille antrat. Er war der erste Franzose, der es auf 20 Einsätze brachte, und gilt damit als zweiter Rekordinternationaler seines Landes nach Jean Rigal, dessen elf Einsätze Ducret 1913 überbot. Zu seinen bekanntesten Mitspielern bei den Bleus zählten Torhüter Pierre Chayriguès, Verteidiger Gabriel Hanot sowie die Stürmer Eugène Maës, Henri Bard und der junge Raymond Dubly.

## Trainertätigkeit
Nach dem Krieg hat Jean Ducret Stade Français, Étoile des Deux Lacs sowie Mannschaften aus Saint-Germain-en-Laye und Chantilly trainiert – bei letztgenanntem Verein formte er unter anderem ein junges Talent namens Alfred Aston, der später viele Jahre lang zu Frankreichs besten Spielern zählte.

## Palmarès
- Französischer Meister: Fehlanzeige, aber Gewinner der (inoffiziellen) Landesmeisterschaft Trophée de France 1912, 1914
- Französischer Pokalsieger: Fehlanzeige
- 20 A-Länderspiele, 3 Tore